# مايكل بوند
مايكل بوند (بالإنجليزية: Michael Bond)‏ (و. 1926 – 2017 م) هو كاتب، وكاتب للأطفال، وكاتب سيناريو من المملكة المتحدة، والمملكة المتحدة لبريطانيا العظمى وأيرلندا، توفي في لندن، عن عمر يناهز 91 عاماً.

## التعليم
تعلم في Elvian School ‏.

## الخدمة العسكرية
خدم في الجيش البريطاني، وسلاح الجو الملكي.

## جوائز
حصل على جوائز منها:
- نيشان الامبراطورية البريطانية من رتبة ضابط
- قائد وسام الامبراطورية البريطانية.

## وصلات خارجية
- مايكل بوند على موقع IMDb (الإنجليزية)
- مايكل بوند على موقع مونزينجر (الألمانية)
- مايكل بوند على موقع ألو سيني (الفرنسية)
- مايكل بوند على موقع ميوزك برينز (الإنجليزية)
- مايكل بوند على موقع أول موفي (الإنجليزية)
- مايكل بوند على موقع قاعدة بيانات الأفلام السويدية (السويدية)
- مايكل بوند على موقع أول ميوزيك (الإنجليزية)
- مايكل بوند على موقع ديسكوغز (الإنجليزية)
- مايكل بوند على موقع قاعدة بيانات الفيلم (الإنجليزية)